# Trilok Gurtu
Trilok Gurtu (Bombaim, 30 de outubro de 1951) é um percussionista e compositor indiano.

## Biografia
Filho de Shobha Gurtu, que era cantora, iniciou na tabla com apenas 5 anos mais tarde indo estudar o instrumento com Abdul Karim, na década de 70 começou a se interessar por jazz e chegou a tocar com grandes jazzistas como Don Cherry, Terje Rypdal e Charlie Mariano.
Trilok Gurtu é um multipercussionista com uma longa discografia entre solo e colaborações realizadas, além disso é um músico que já ganhou muitos prêmios, eleito 7 vezes melhor percussionista pela Downbeat, eleito melhor percussionista do mundo em 1999, e 3 vezes consecutivas 2002,2003,2004 no BBC Radio.